# Cheramus marginatus
Cheramus marginatus är en kräftdjursart som först beskrevs av M. J. Rathbun 1901.  Cheramus marginatus ingår i släktet Cheramus och familjen Callianassidae. Inga underarter finns listade i Catalogue of Life.